# Bascous
Bascous är en kommun i departementet Gers i regionen Occitanien i sydvästra Frankrike. Kommunen ligger i kantonen Eauze som tillhör arrondissementet Condom. År 2022 hade Bascous 171 invånare.

## Befolkningsutveckling
Antalet invånare i kommunen Bascous
Referens:INSEE